# Clic alvéolaire latéral
Les clics alvéolaires latéraux sont une famille de consonnes à clic que l'on trouve uniquement en Afrique.
Le symbole dans l'alphabet phonétique international représentant l'articulation antérieure de ces sons est ǁ. Il doit être combiné à un second symbole représentant l'articulation postérieure pour figurer un son réel de la parole. Les clics alvéolaires latéraux attestés comprennent :
- [k͡ǁ] ou [ǁ͡k] clic alvéolaire latéral vélaire sourd (peut aussi être aspiré, éjectif, affriqué, etc.)
- [g͡ǁ] ou [ǁ͡g] clic alvéolaire latéral vélaire voisé (peut aussi être soufflé, affriqué, etc.)
- [ŋ͡ǁ] ou [ǁ͡ŋ] clic alvéolaire latéral vélaire nasal (peut aussi être sourd, aspiré, etc.)
- [q͡ǁ] ou [ǁ͡q] clic alvéolaire latéral uvulaire sourd
- [ɢ͡ǁ] ou [ǁ͡ɢ] clic alvéolaire latéral uvulaire voisé (généralement prénasalisé)
- [ɴ͡ǁ] ou [ǁ͡ɴ] clic alvéolaire latéral uvulaire nasal

## Caractéristiques
Voici les caractéristiques d'une consonne à clic alvéolo-palatale :
- Son mode d'articulation est à clic, ce qui signifie qu'elle est produite grâce à l'air emprisonné entre deux points d'occlusion (antérieur et postérieur) de la cavité orale, mis en dépression par un mouvement rapide de la langue, puis libéré au point d'occlusion antérieur, donnant ainsi naissance à un phénomène d'implosion ressemblant à un claquement.
- Son point d’articulation est alvéolaire, ce qui signifie que la libération de l'air est effectuée soit par la pointe (apical) soit par la lame (laminal) de la langue contre la crête alvéolaire, donnant naissance à un son plus proche d'une affriquée que d'une occlusive.
- Son point d’articulation postérieur peut être soit vélaire (partie antérieure de la langue contre le palais mou) soit uvulaire (dos de la langue contre ou près de la luette).
- Elle peut être soit orale soit nasale, ce qui signifie que l'air peut s’échapper par la bouche ou par le nez.
- C'est une consonne latérale, ce qui signifie qu’elle est produite en laissant l'air passer sur les deux côtés de la langue, plutôt que dans le milieu.
- Son mécanisme de courant d'air est ingressif vélaire, ce qui signifie qu'elle est produite par un déplacement de l'air dans la bouche sous l'action de la langue, et non par un flux glottal ou pulmonaire.

## Langues
Le Zoulou utilise ce phonème. Il est représenté par la lettre x.
Ex : Umbhoxo (rugby).